# 弗洛拉鎮區 (伊利諾伊州布恩縣)
弗洛拉鎮區（英語：Flora Township）是位於美國伊利諾伊州布恩縣的一個行政鎮區。

## 地方資料
根據2010年美國人口普查的數據，弗洛拉鎮區的面積為95.50平方千米，當中陸地面積為95.40平方千米，而水域面積為0.10平方千米。當地共有人口2884人，而人口密度為每平方千米30.2人。